# Vorbitori nativi de esperanto
Vorbitori nativi de esperanto (în esperanto denaskuloj sau denaskaj esperantistoj) sunt acei vorbitori care au învățat esperanto ca una dintre limbile lor native. În 1996 existau aproximativ 350 de cazuri atestate de familii cu vorbitori nativi de esperanto. Estimările asociațiilor indică faptul că în 2004 existau aproximativ 1.000 de familii vorbitoare de esperanto, în care erau implicați probabil 2.000 de copii. În majoritatea acestor familii, părinții aveau aceeași limbă maternă, deși în multe cazuri părinții aveau limbi materne diferite și doar esperanto în comun.

## Istorie
Creșterea copiilor cu esperanto ca limbă nativă a avut loc devreme în istoria limbii, în special cu cei cinci copii ai lui Montagu Butler (1884-1970). Datorită acestui fapt, unele familii au transmis esperanto copiilor lor de-a lungul mai multor generații. De asemenea, se remarcă tânăra victimă a Holocaustului Petr Ginz, al cărui desen al planetei Pământ văzut de pe Lună a fost transportat la bordul navetei spațiale „Columbia”, și Daniel Bovet, laureat al Premiului Nobel pentru fiziologie sau medicină din 1957.
În cel puțin un caz, esperanto a fost folosită ca limbă de legătură pentru o familie întemeiată de un cuplu care nu avea o limbă maternă în comun.
Esperanto nu este limba principală a niciunei regiuni geografice, deși este vorbită la convenții de esperantiști precum Congresul Universal de Esperanto și birouri izolate, precum biroul central al Asociației Universale de Esperanto din Rotterdam. În consecință, vorbitorii nativi au oportunități limitate de a se întâlni între ei, cu excepția cazurilor în care întâlnirile sunt special organizate. Din acest motiv, mulți părinți consideră că este important să își aducă copiii în mod regulat la convenții de esperanto, cum ar fi anualul „Renkontiĝo de Esperanto-familioj” (sau „Esperantistaj familioj”; REF, din 1979). În mod similar, anualul Internacia Infana Kongreseto are loc alături de cea mai mare convenție de esperanto, Congresul Universal de Esperanto (Universala Kongreso).

## Listă de vorbitori nativi notabili
Mai jos este o listă de vorbitori nativi de esperanto notabili. Miliardarul George Soros a apărut adesea pe astfel de liste, dar Humphrey Tonkin, traducătorul memoriilor tatălui lui Soros, Maskerado ĉirkaŭ la morto (publicate în limba engleză sub titlul Masquerade: The Incredible True Story of How George Soros' Father Outsmarted the Gestapo), a contestat acest lucru. El nu a făcut declarații în niciun fel cu privire la fratele lui Soros.
- Daniel Bovet, farmacolog italian de origine elvețiană
- Petr Ginz, autor ceh, artist și victimă a Holocaustului
- Kim J. Henriksen, cântăreț și muzician danez
- Ino Kolbe, scriitor german
- Carlo Minnaja, scriitor italian